# Toamasina (ciutat)
Toamasina (afrancesat Tamatave) és una ciutat de l'est de Madagascar, a l'oceà Índic, capital de la província de Toamasina i de la regió Oriental de Madagascar o regió Analanjirofo. La ciutat tenia 197.000 habitants el 2008 (17.690 habitants el 1921). La ciutat és el més important port marítim i centre comercial del país. Exporta vainilla, pebre, cacau, sucre, cafè i arròs. És un port important de l'est que principalment utilitza la ruta Toamasina-Saint Denis. Està unida per ferrocarril a Antananarivo, la capital, i a altres poblacions de l'interior. A la ciutat destaquen els hotels i restaurants, posseeix bones platges però la pol·lució i els taurons prohibeixen el bany. Bazary Be és un mercat de carrer en què es pot trobar totes les espècies exòtiques. La ciutat és seu de la universitat de Toamasina, que forma part del sistema públic universitari de Madagascar.

## Etimologia
A les cartes europees del segle xvii apareix com Port-aux-Prunes (avui dia l'Île-aux-Prunes és un illot a uns 15 km al nord-nord-est, on hi ha un far). És esmentat per primer cop pel senyor de Flacourt el 1655, a la seva "Histoire de la grande île Madagascar" on diu: "«...des de la badia d'Antongil que s'anomena aquí Manghabei, fins a Port-aux-Prunes, que els natius anomenen Tamatavy... ». Els dos nom (Port-aux-Prunes i Tametavi) apareixen a les cartes junt amb una variant: Port-Tametavi. A la carta de la costa oriental feta pel cavaller Grenier el 1768 i publicada el 1782 a Londres, figure per primer cop el nom de la vila com Toamasina que va substituir a « Port-aux-Prunes », que ja no torna a aparèixer. El topònim malgaix Toamasina després de 1782 no apareix a documents europeus originals fins a la "Histoire et géographie de Madagascar" de Henry Descamps (1884); es diu que Radama I quan va veure la mar per primer cop i va tastar l'aigua va exclamar : « Toa masina ! » (« És salada! »), però aquesta explicació xoca amb el fet que ja el 1782 s'havia esmentat aquest nom.
El nom actual de la ciutat va ser adoptat oficialment a finals de la dècada de 1970 tot i que el nom francès Tamatave va seguir en ús igualment.

## Història

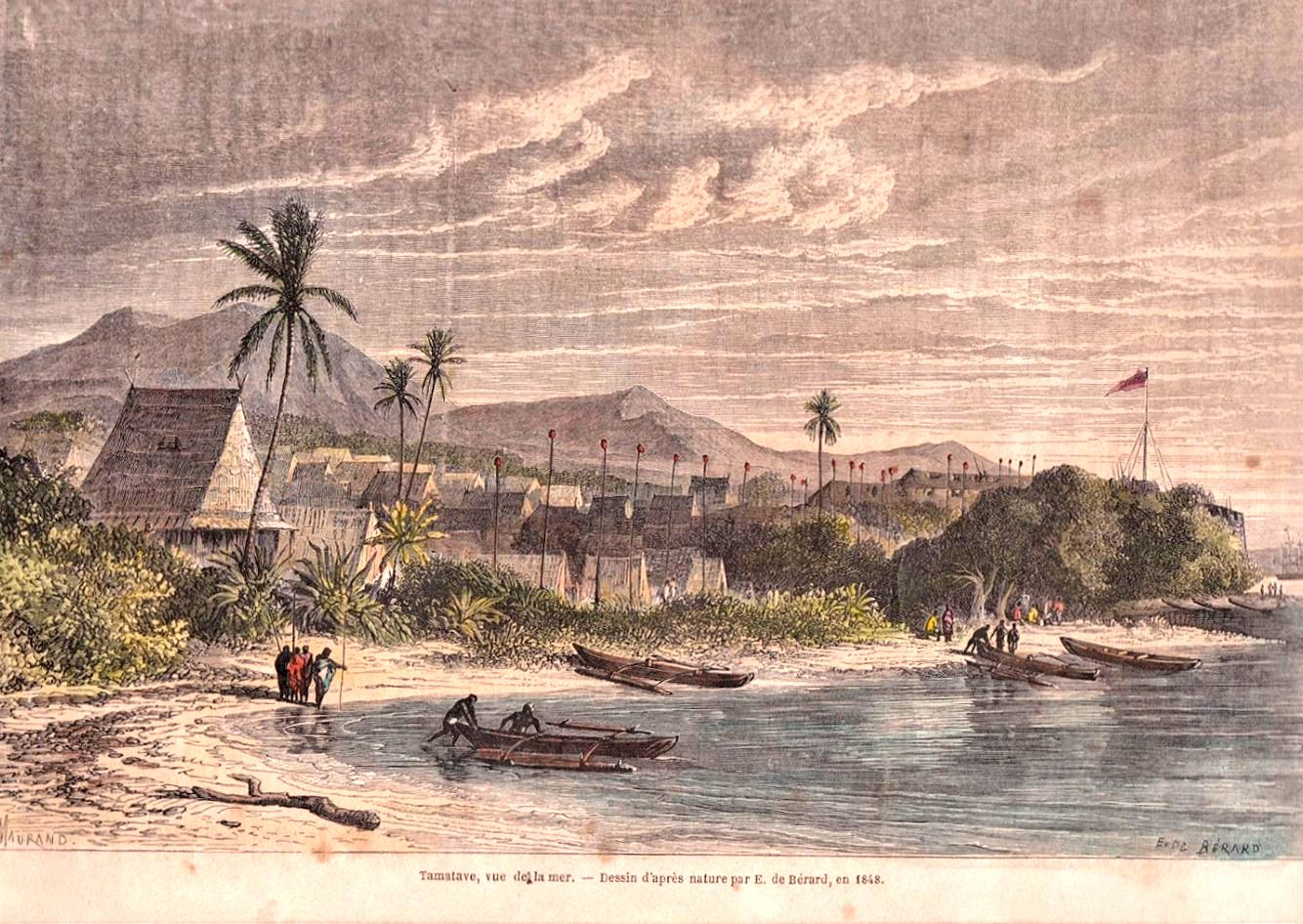
Tamatave el 1848

A causa de la seva posició geogràfica: atrapat entre, d'una banda el mar infestat de taurons, i les llacunes i pantans que fan difícil l'accés des de l'interior i provocaven un clima malsà, Tamatave va ser conegut amb el sobrenom de "tomba dels europeus." La zona es va desenvolupar al segle xviii al voltant d'un lloc de compravenda europeu. El 1774 Benyouski hi va construir una petita fortalesa on es va establir una petita guarnició de soldats francesos, però fou aviat abandonada. El 1804 el general Decain va intentar reorganitzar les possessions franceses a l'Índia, fent de Tamatave el centre dels establiments francesos de Madagascar i Sylvain Roux fou nomenat agent general però el 1811 va haver de capitular i entregar la plaça als anglesos. No obstant un mulat francès, Jean René, es va fer reconèixer rei dels betsimisarakes. En una data propera al 1825 el rei René es va haver de sotmetre al rei Radama I que va conquerir la zona amb suport britànic.
La ciutat es va enlairar en el regnat de Radama I (1816-1828) que la va utilitzar com a plataforma comercial per al comerç d'esclaus amb els poders occidentals. El 1883 va ser bombardejada per l'almirall Pierre que va prendre la ciutat a l'assalt i després va bloquejar tota la costa de Madagascar, operacions que van culminar el 1885 amb un tractat de protectorat. Deu anys després (1895) va ser el punt de partida per a la conquesta francesa de l'interior. Amb la colonització francesa a la fi del segle xix es va convertir en detriment de Mahajanga (Majunga) en el primer port de l'illa i, per tant, la finestra principal dels països marítims. La proximitat dels pantans van provocar gran plagues el 1898 i 1900, i finalment es va decidir assecar aquestes zones el que va millorar notablement la salubritat de la població. La major part del comerç amb Anglaterra passava a través de Tamatave. Però, com a resultat de construccions fràgils i senzilles, la ciutat va ser gairebé completament destruïda pel cicló del 5 de març de 1927 segons l'Enciclopèdia Espasa o 3 de març de 1927 segons la viquipèdia en francès.
La voluntat del poble i ajuda financera significativa a Maurici va permetre reconstruir una ciutat més moderna i organitzada. La ciutat deu a aquest període colonial seva planificació com un tauler de dames obrint-se a la mar per la Plaça de la Independència.
El 1929 es va construir el primer port d'aigües profundes que permet la descàrrega directament a terra de mercaderies i passatgers; va ser construït per un consorci franco-alemany. Avui Tamatave és la segona ciutat de Madagascar i el primer port de l'illa.